# Afriqiyah Airways
Afriqiyah Airways (араб. الخطوط الجوية الأفريقية) — лівійська державна авіакомпанія зі штаб-квартирою в місті Триполі, що працює на ринку внутрішніх комерційних авіаперевезень між Триполі і Бенгазі і виконує регулярні міжнародні рейси у більш 25 країн Європи, Азії, Африки і Близького Сходу. Аеропортом базування авіакомпанії і її головним (транзитним вузлом) є Міжнародний аеропорт Триполі.
Слово «Afriqiyah» в офіційній назві перевізника являє собою арабський варіант слова «Африканські» (авіалінії). Цифри «9.9.99» в старому логотипі авіакомпанії нагадували про дату прийняття державами-членами Організації африканської єдності Сіртської декларації про утворення Африканського Союзу. Після громадянської війни не використовується.
Afriqiyah Airways є повноправним членом Арабської організації авіаперевізників і Міжнародною асоціацією повітряного транспорту.
За результатами 2006 року авіакомпанія оголосила про чистого прибутку в 120 млн доларів США.

## Історія
Авіакомпанія Afriqiyah Airways була утворена в квітні 2001 року і почала регулярні пасажирські перевезення 1 грудня того ж року, почавши з експлуатації повітряного флоту, що складався з літаків Boeing 737-400. У наступні роки перевізник переорієнтувався на пасажирські лайнери виробництва концерну Airbus, до 2003 року повністю замінивши ними літаки Боїнг. Компанія належить уряду Лівії. Станом на березень 2007 року в штаті авіакомпанії працювало 287 співробітників.
У 2003 році Afriqiyah Airways підписала угоду з європейським авіаконцерном Airbus на придбання шести літаків Airbus A320, трьох Airbus A319 і трьох Airbus A330, а також на опціон п'яти літаків Airbus A319. Перший лайнер з даного замовлення був поставлений перевізнику 8 вересня 2008 року.
Парк нових літаків A319 і A320 працює на обслуговуванні постійно розширюється маршрутної мережі міжнародних напрямків, яка в даний час охоплює 17 пунктів призначення в країнах Північної, Західної та Центральної Африки, Близького Сходу і таких європейських міст, як Париж, Брюссель, Лондон, Рим і Амстердам. Лайнери A319 поставляються в двокласній конфігурації пасажирських салонів, розрахованих на 124 осіб, літаки A320 — також у двокласному компонуванні на 150 пасажирських місць. Аеробус A330 виконують регулярні рейси на середньо - і далекомагістральних маршрутах в країни Південної Африки, Азії, Європи і компонуються трехклассными конфігураціями салонів на 253 пасажира.

## Флот

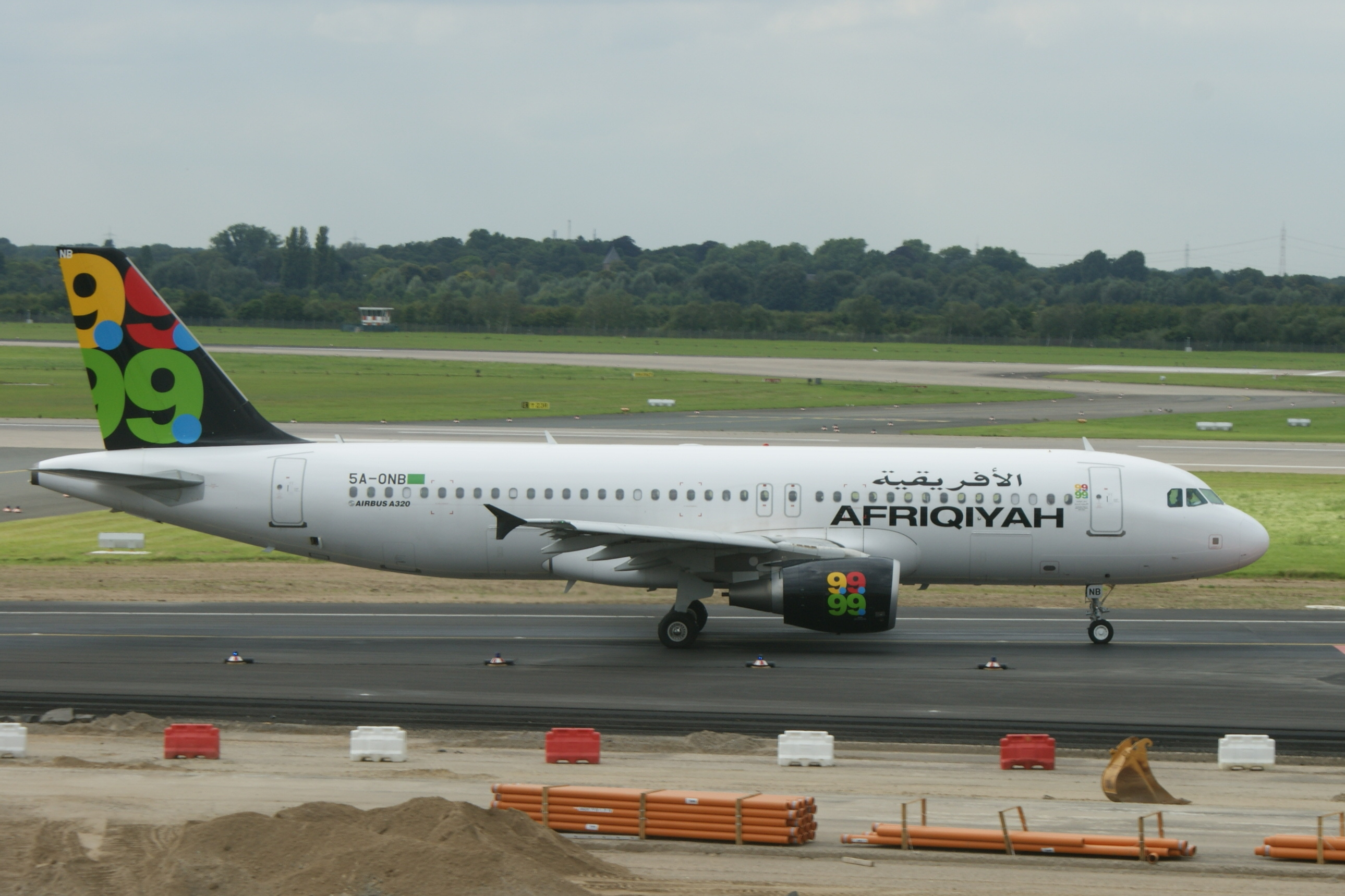
Airbus A320 авіакомпанії Afriqiyah Airways в Міжнародному аеропорту Дюссельдорфа, в старій лівреї

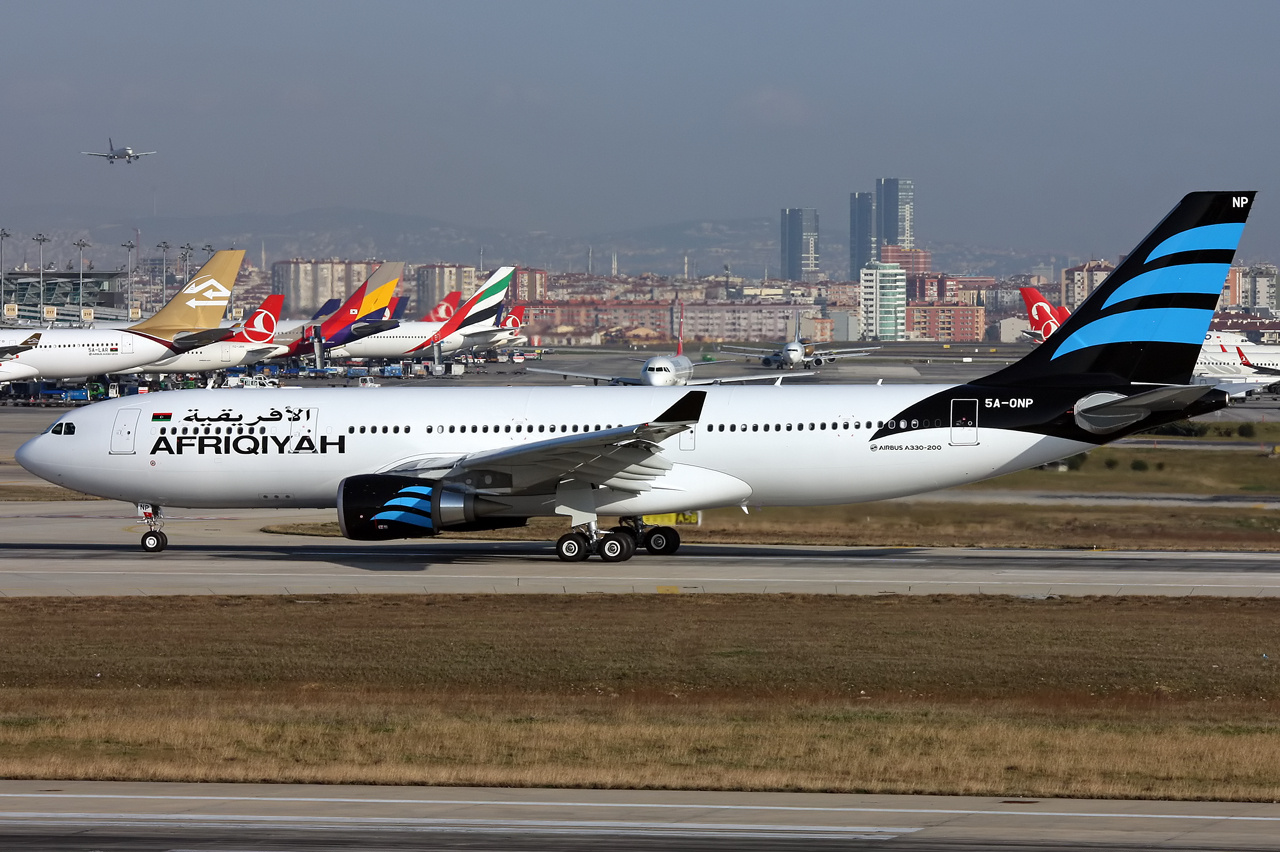
Airbus A330 в Стамбулі

Станом на травень 2010 року повітряний флот авіакомпанії Afriqiyah Airways становили такі літаки:
У грудні 2008 року середній вік повітряного парку авіакомпанії становив 6,9 років.

## Авіаподії і нещасні випадки
- 12 травня 2010 року о 04:10 за всесвітнім координованим часом (06:10 за місцевим часом) Airbus A330-200, наступний регулярним рейсом 771 Міжнародний аеропорт імені О. Р. Тамбо — Міжнародний аеропорт Триполі розбився при заході на посадку в аеропорту призначення. За попередніми даними загинуло 93 пасажири і 11 членів екіпажу[8][9]. Пізніше в засобах масової інформації з'явилася інформація про вижила восьмирічна дитину з Нідерландів[10].
- 23 грудня 2016 року викрадений літак A320, який належить компанії

## Логотип
Перший логотип компанії мав напис назви авіакомпанії  англійською і арабською і цифри «9.9.99» дата підписання Сіртської декларації про утворення Африканського союзу після повалення режиму Муаммара Каддафі не використовується.
Нинішній логотип являє собою три сині смуги і напис арабською та англійською.